# باب بینی
بابینی یا همان دِربینی، روستایی است از توابع بخش راین شهرستان کرمان در استان کرمان ایران.

## جمعیت
این روستا در دهستان راین قرار داشته و براساس آخرین سرشماری مرکز آمار ایران که در سال 1390 صورت گرفته، جمعیت آن 810نفر (135خانوار) بوده‌است.